# Old Ideas
Old Ideas ist das zwölfte Studioalbum von Leonard Cohen und erschien in Deutschland und Europa am 27. Januar 2012 und am 31. Januar 2012 in den USA. Das Album wurde bereits am 22. und 23. Januar auf verschiedenen Internetseiten zum kostenlosen und legalen Stream bereitgestellt.
Produziert wurde es von Patrick Leonard (vorher u. a. Pink Floyd und Madonna), Anjani Thomas, Ed Sanders und Dino Soldo.

## Titelliste
1. Going Home – 3:51
2. Amen – 7:36
3. Show Me the Place – 4:09
4. Darkness – 4:30
5. Anyhow – 3:09
6. Crazy to Love You – 3:06
7. Come Healing – 2:53
8. Banjo – 3:23
9. Lullaby – 4:46
10. Different Sides – 4:06

Titel 1, 3, 5, 7: Leonard Cohen und Patrick Leonard

Titel 2, 4, 8, 9, 10: Leonard Cohen

Titel 6: Leonard Cohen und Anjani Thomas

## Rezeption
Das Album erhielt überwiegend sehr gute Kritiken, was ein Metascore von 86 % als Durchschnitt von 21 professionellen Kritiken belegt.
The Daily Telegraph gibt dem Album beispielsweise die volle Punktzahl und spricht von „der Arbeit eines Genies“. Der Rolling Stone bewertet das Album mit viereinhalb von fünf Punkten und stellt insbesondere die Texte heraus, die „nach der Kraft von Gebeten, Hymnen und religiösen Rätseln greifen“ würden
Pitchfork Media bewertet das Album mit 7,4 von 10 Punkten und konstatiert, dass es nicht das beste Album sei, das Cohen je herausgebracht hätte, allerdings auch nicht billig oder belanglos. Die Lieder seien ordentlich, der Gesang hingegen überwältigend. Stilistisch sei das Album sparsam und zurückhaltend arrangiert, in Blues und Gospel wurzelnd und vielleicht am nächsten an Folkmusik, von allem, was Cohen seit den 1970er Jahren veröffentlicht hat.
Auch in deutschsprachigen Medien wurde das Album überwiegend positiv bewertet, darunter von laut.de mit vier von fünf Punkten und von Plattentests.de mit acht von zehn Punkten.

„Sollte “Old ideas” das Vermächtnis von Cohen werden, dann ist es ein würdiges.“

## Beteiligte Personen
- Gesang, Gitarre, Artwork: Leonard Cohen[3]
- Studiomusiker: Unified Heart Touring Band[3]
- Produktion: Patrick Leonard, Anjani Thomas, Ed Sanders, Dino Soldo[3]
- Hintergrundgesang: Dana Glover, Sharon Robinson, The Webb Sisters, Jennifer Warnes[3]

## Kommerzieller Erfolg

### Chartplatzierungen
| ChartsChartplatzierungen       | Höchstplatzierung | Wochen |
| ------------------------------ | ----------------- | ------ |
| Deutschland (GfK)              | 4 (12 Wo.)        | 12     |
| Österreich (Ö3)                | 2 (14 Wo.)        | 14     |
| Schweiz (IFPI)                 | 2 (17 Wo.)        | 17     |
| Vereinigte Staaten (Billboard) | 3 (8 Wo.)         | 8      |
| Vereinigtes Königreich (OCC)   | 2 (8 Wo.)         | 8      |

| ChartsJahrescharts (2012) | Platzierung |
| ------------------------- | ----------- |
| Deutschland (GfK)         | 81          |
| Österreich (Ö3)           | 34          |
| Schweiz (IFPI)            | 30          |

### Auszeichnungen für Musikverkäufe
| Land/Region                  | Auszeichnungen für Musikverkäufe (Land/Region, Auszeichnung, Verkäufe) | Verkäufe |
| ---------------------------- | ---------------------------------------------------------------------- | -------- |
| Belgien (BRMA)               | Gold                                                                   | 15.000   |
| Deutschland (BVMI)           | Gold                                                                   | 100.000  |
| Finnland (IFPI)              | Gold                                                                   | 18.605   |
| Frankreich (SNEP)            | Gold                                                                   | 50.000   |
| Irland (IRMA)                | Platin                                                                 | 15.000   |
| Kanada (MC)                  | Platin                                                                 | 80.000   |
| Neuseeland (RMNZ)            | Gold                                                                   | 7.500    |
| Österreich (IFPI)            | Gold                                                                   | 10.000   |
| Polen (ZPAV)                 | 2× Platin                                                              | 40.000   |
| Schweden (IFPI)              | Gold                                                                   | 20.000   |
| Schweiz (IFPI)               | Gold                                                                   | 15.000   |
| Spanien (Promusicae)         | Gold                                                                   | 20.000   |
| Ungarn (MAHASZ)              | Gold                                                                   | 3.000    |
| Vereinigtes Königreich (BPI) | Gold                                                                   | 100.000  |
| Insgesamt                    | 11× Gold · 4× Platin ·                                                 | 474.105  |

Hauptartikel: Leonard Cohen/Auszeichnungen für Musikverkäufe